# Laguna del Arquillo
Laguna del Arquillo este o arie protejată (arie specială de conservare — SAC, sit de importanță comunitară — SCI) din Spania întinsă pe o suprafață de 517,11 ha, integral pe uscat.

## Localizare
Centrul sitului Laguna del Arquillo este situat la coordonatele 38°44′51″N 2°21′55″W / 38.7476°N 2.3654°V.

## Înființare
Situl Laguna del Arquillo a fost declarat sit de importanță comunitară în decembrie 1997 pentru a proteja 12 specii de animale. Situl a fost protejat și ca arie specială de conservare în mai 2015.

## Biodiversitate
Situată în ecoregiunea mediteraneană, aria protejată conține 6 habitate naturale: Mlaștini calcaroase cu Cladium mariscus și specii de Caricion davallianae, Galerii de Salix alba și de Populus alba, Pajiști umede mediteraneene cu ierburi înalte de Molinio-Holoschoenion, Lacuri eutrofice naturale cu vegetație de tip Magnopotamion sau Hydrocharition, Păduri de Quercus ilex și Quercus rotundifolia, Lande oro-mediteraneene cu formațiuni endemice de grozamă.
La baza desemnării sitului se află mai multe specii protejate:
- păsări (6): privighetoare-de-baltă (Acrocephalus melanopogon), pescăruș albastru (Alcedo atthis), rață mare (Anas platyrhynchos), stârc cenușiu (Ardea cinerea), erete de stuf (Circus aeruginosus), turturică (Streptopelia turtur)
- amfibieni (1): Discoglossus galganoi
- mamifere (2): vidră de râu (Lutra lutra), Microtus cabrerae
- pești (2): zvârluga (Cobitis taenia), Parachondrostoma toxostoma
- reptile (1): Mauremys leprosa

Pe lângă speciile protejate, pe teritoriul sitului au mai fost identificate 7 specii de plante, 1 specie de amfibieni, 1 specie de mamifere, 2 specii de pești.